# Machairophyllum bijliae
Machairophyllum bijliae är en isörtsväxtart som först beskrevs av Nicholas Edward Brown, och fick sitt nu gällande namn av L. Bol. Machairophyllum bijliae ingår i släktet Machairophyllum och familjen isörtsväxter. Inga underarter finns listade i Catalogue of Life.